# آلن بیدی
آلن بیدی (انگلیسی: Alan Bidi؛ زادهٔ ۱۹ اکتبر ۱۹۹۵) بازیکن فوتبال است.
از باشگاه‌هایی که در آن بازی کرده‌است می‌توان به باشگاه فوتبال ویلدستون اشاره کرد.